# Logica
 (juin 2015).
Logica était une entreprise européenne de services en informatique, spécialisée dans le conseil, l'intégration de systèmes et l'externalisation. Elle réunissait en 2012 41 000 collaborateurs (dont 9 200 en France) dans 36 pays. Logica a été rachetée par CGI en 2012, et en a pris le nom en France le 14 janvier 2013.

## Historique

### Principales dates
- 1969 : création de l'entreprise Logica en Grande-Bretagne et de WM-data en Suède.
- 1983 : cotation en bourse de l'entreprise Logica (bourse de Londres).
- 1985 : cotation en bourse de l'entreprise WM-data[réf. souhaitée].
- 1996 : implantation en France par le rachat d'Axime Ingénierie[2].
- 2002 : fusion de Logica et de CMG pour donner naissance à une seule marque LogicaCMG.
- 2005 : OPA du groupe LogicaCMG sur Unilog qui devient Unilog, a LogicaCMG company[3], dès le 16 janvier 2006.
- 2006 : Le groupe LogicaCMG rachète la société suédoise, WM-data pour un montant de 1,3 milliard d'euros[4].
- 2008 : LogicaCMG devient Logica, une nouvelle identité pour l’ensemble des entités du groupe.
- 2010 : mars, l'entité conseil se différencie et devient Logica Business Consulting.
- 2012 : août, Logica est racheté par le groupe canadien CGI.

### Unilog, société absorbée par OPA fin 2005
- 1968 : Gérard Philippot, Bernard Treps, Maurice de Paillette, Raymond Leddet et Jacques Wallut fondent la société Informatique et Entreprise[3].
- 1982 : La société regroupe sous le nom d'Unilog l'ensemble de ses filiales.
- 1988 : Unilog est introduite en bourse dans le second marché.
- 1995 : Unilog lance un programme ambitieux de croissance externe (qui réussira au-delà des espérances[réf. souhaitée]) pour doubler son personnel[évasif] [Comment ?][réf. souhaitée] à l'horizon 2000.
- 1996 : Unilog rachète les agences régionales d'ALCATEL TITN Answare.[réf. souhaitée]
- 1999 : 
  - Le 5 juillet 1999, Unilog accède au premier marché de la bourse[réf. souhaitée].
  - Unilog prend une participation de 70 % dans la société suisse GDI, société de services informatiques implantée à Genève et à Lausanne.
- 2000 : Unilog procède à la création de l'ESCAN, la première alliance européenne en conseil et ingénierie informatique, née de la coopération entre Engineering Ingegneria Informatica (Italie), Ibermática (Espagne) et Unilog.[réf. souhaitée]
- 2001 : Unilog s'implante au Royaume-Uni et annonce l'acquisition de la division technologie de la filiale anglaise de March First USA, spécialisée dans le conseil technologique et l'intégration de systèmes autour d'Internet.
- 2005 : LogicaCMG lance une OPA amicale réussie pour une prise de contrôle totale d'Unilog.

### Naissance de Logica en France
Le 16 janvier 2006, Unilog est officiellement intégré à LogicaCMG et son appellation officielle en France devient Unilog, a LogicaCMG company. Cette OPA a pour principal objectif de renforcer la présence du groupe en France (de l'ordre de deux milliers de personnes alors) et d'avoir une présence plus homogène sur le territoire européen, pour répondre aux besoins des grands donneurs d'ordre. Courant mars 2007, les filiales parisiennes déménagent et sont regroupées sur trois sites : rue du Rocher, rue de Châteaudun et la Défense (tour Reflets). Les autres sites sont rendus à leurs propriétaires. En 2008, le nom Unilog disparaît au profit de Logica le 27 février. La dimension conseil, elle, devient Logica Management Consulting. En 2009, Logica quitte le site de Châteaudun à Paris, et ouvre un site à Saint-Denis dans la Seine-Saint-Denis pour y installer les développements projets.

### Absorption par CGI
En 2012, la compagnie québécoise CGI lance le 31 mai une offre recommandée de 2.1 milliards d'euros pour une prise de contrôle totale du groupe Logica. Après acceptation de cette offre par les actionnaires de Logica, cette prise de contrôle est effective le 20 août de la même année.  CGI devient la onzième SSII mondiale avec plus de 72 000 collaborateurs.

Tour Logica (siège social en France).

### Gérard Philippot
Gérard Philippot, né le 2 mars 1942 à Lisle-en-Barrois (Meuse) et mort le 29 août 2021 à Montfort-l'Amaury (Yvelines),, a contribué à fonder la société. Diplômé de l'École polytechnique et commençant sa carrière en 1965 comme développeur informatique à la Compagnie générale d'organisation, il rencontre quatre collègues avec lesquels il cofonde le groupe Unilog en 1968. 
Il en devient président de 1992 à 2006. Il initie son rapprochement avec LogicaCMG en 2005, en intronisant Didier Herrmann comme son successeur,. Il devient ensuite vice-président du conseil de surveillance d'Unilog.

## Filiales et participations
- 100 % Unilog France (devenu Logica France)
- 100 % Edinfor SA (Portugal) depuis mars 2008

## Secteurs et marchés
- Secteur public
- Énergie et Utilities
- Banques, assurances et services financiers
- Télécommunications
- Industrie (automobile), distribution, transports
- Aéronautique
- Défense
- Pharmacie

### Logica France
| Natures            | 2003             | 2004             | 2005             | 2006           | 2007             | 2008           | 2009           | 2010             | 2011            |  |
| ------------------ | ---------------- | ---------------- | ---------------- | -------------- | ---------------- | -------------- | -------------- | ---------------- | --------------- |  |
| Chiffre d'affaires | 593,1 millions € | 657,4 millions € | 769,7 millions € | 821 millions € | 858,6 millions € | 901 millions € | 886 millions € | 947,4 millions € | 1,05 milliard € |  |
| Résultats net      | 20,4 millions €  | 33,5 millions €  | 38,3 millions €  | 45 millions €  |                  |                |                | 124 372 200 €    |                 |  |

### Identité visuelle (logotype)

Logo Logica jusqu'en 2001
Logo CMG jusqu'en 2001
Logo LogicaCMG à partir de 2002
Logo WM-data après le rachat par LogicaCMG en 2006
Logo Unilog après le rachat par LogicaCMG en 2006
Logo de la filiale portugaise Edinfor jusqu'en 2008
Logo Logica de 2008 à 2010
Logo Logica avec son slogan de 2010 à 2012
Logo utilisé en 2012 lors du rachat par CGI
Logo CGI à partir de 2013